# Championnats de France d'athlétisme en salle 1986
Navigation
Édition précédente Édition suivante
Les Championnats de France d'athlétisme en salle 1986 ont eu lieu les 25 et 26 janvier 1986 au Stade couvert régional de Liévin.

## Palmarès
| Discipline       | Hommes            | Hommes         | Femmes             | Femmes        |
| ---------------- | ----------------- | -------------- | ------------------ | ------------- |
| 60 m             | Antoine Richard   | 6 s 62         | Laurence Bily      | 7 s 32        |
| 200 m            | Bruno Marie-Rose  | 21 s 21        | Fabienne Ficher    | 23 s 77       |
| 400 m            | Olivier Gui       | 46 s 96        | Nadine Debois      | 53 s 42       |
| 800 m            | André Lavie       | 1 min 49 s 64  | Catherine Guerrero | 2 min 6 s 11  |
| 1 500 m          | Pascal Clouvel    | 3 min 43 s 37  | Patricia Petitbois | 4 min 25 s 55 |
| 3 000 m          | Bertrand Itsweire | 8 min 2 s 22   | -                  | -             |
| 60 m haies       | Stéphane Caristan | 7 s 55         | Anne Piquereau     | 8 s 00        |
| Saut en hauteur  | Vincent Gouzalc'h | 2,19 m         | Maryse Éwanjé-Épée | 1,92 m        |
| Saut à la perche | Philippe Collet   | 5,71 m         | -                  | -             |
| Saut en longueur | Norbert Brige     | 7,77 m         | Nadine Fourcade    | 6,52 m        |
| Triple saut      | Serge Hélan       | 16,64 m        | -                  | -             |
| Lancer du poids  | Patrick Journoud  | 17,17 m        | Simone Créantor    | 15,89 m       |
| 3 000 m marche   | -                 | -              | Suzanne Griesbach  | 14 min 4 s 54 |
| 5 000 m marche   | Martial Fesselier | 19 min 47 s 65 | -                  | -             |